# کوثر اساسه
کوثر اساسه (زادهٔ ۳ دی ۱۳۸۰) تکواندوکار کُرد اهل ایران است. او در سی و یکمین دوره رقابتهای تکواندو بین‌المللی جام فجر در وزن ۶۲- کیلوگرم مدال آورد.
او در نخستین دوره رقابتهای تکواندو آزاد زنان جهان در عربستان به مدال برنز دست یافت. او در وزن ۶۲- کیلوگرم بعد از انصراف «استاورولا دسیلا» از یونان، برابر «آشلی کرایولد» از کانادا ۲۲ بر ۱۶ به پیروزی دست یافت و سپس «ماگلینو» از اسپانیا را ۱۵ بر ۵ از پیش رو برداشت و راهی نیمه نهایی شد. اساسه در مبارزه برای رسیدن به فینال در حالی که ۴ بر صفر از «پترا اتولبوا» از جمهوری چک پیش بود، در راند سوم ۷ بر ۶ بازنده و به نشان برنز بسنده کرد.